# Enrico Rizzarelli
Enrico Rizzarelli (Catania, 21 ottobre 1943) è un chimico italiano.
Professore di Chimica generale e inorganica dal 1º novembre 1980, ha assunto nel corso di un quarto di secolo numerosi incarichi tra cui quello di "Coordinatore Nazionale" del Gruppo Interdivisionale di Chimica dei Sistemi e dei Processi Biologici della Società Chimica Italiana, "Presidente dell'Associazione Italiana di Calorimetria ed Analisi Termica",
"Presidente del Team di Valutazione" dei politecnici di Bari (CRUI), di Torino (CRUI), dell'Università di Tampere (CRE) e dell'Università di Salonicco (CRE), "Segretario generale della CRUI" (1998-2000).
Dal 1994 al 2000 ha ricoperto l'incarico di rettore dell'Università degli studi di Catania succedendo a Gaspare Rodolico in carica da oltre due decenni. Nel 2006 è stato nominato presidente della Scuola Superiore di Catania.